# Georges Sabra
Georges Sabra est un homme politique syrien né à Qatana le 11 juillet 1947. Il est président du Conseil national syrien depuis le 9 novembre 2012 et vice-président de la Coalition nationale des forces de l'opposition et de la révolution (CNFOR).

## Études, carrière et famille
Né à Qatana (une petite ville située au sud-ouest de Damas), chrétien, membre de la communauté grecque-orthodoxe, il est diplômé de l'Institut de formation des maîtres en 1967 puis exerce comme instituteur dans diverses écoles de Damas et de Damas campagne. Il obtient une licence en géographie à l'université de Damas en 1971 avant de se rendre aux États-Unis où il décroche un diplôme d’enseignement à distance à l’université d’Indiana en 1978. Pendant une dizaine d’années (1970-1980), il travaille à la mise au point de programmes éducatifs télévisés, dont il est l’un des pionniers en Syrie ; il est notamment l'un des auteurs de la version arabe de l'émission américaine 1, rue Sésame. Il a rédigé nombre d’articles et d’études dans son domaine de spécialité, mais également des récits et des contes pour enfants.
Son fils Chadi Sabra est cardiologue au centre hospitalier de Carcassonne depuis 2004.

## Une opposition de longue date au régime baasiste
En 1970, il adhère au Parti communiste syrien. Quand celui-ci se scinde en deux en 1973 sous l'impulsion de Riad al-Turk, il le suit en militant au Parti communiste/Bureau politique (PC/BP). Faisant l'objet de poursuites en 1984, il vit trois ans dans la clandestinité ; en 1985, il est élu au Comité central du PC/BP. Il est finalement arrêté en 1987 puis condamné à huit ans de prison. Après sa libération en 1995, il continue de militer pour le PC/BP, qui le désigne en 2000 pour le représenter au sein du Rassemblement national démocratique (une coalition de partis politiques refusant d'adhérer au Front national progressiste pro-gouvernemental), dont il est promu membre de la direction. En 2005, « lors du 6e congrès tenu [...] par le PC/BP, qui procède à cette occasion au changement de son nom pour s'intituler Parti démocratique du Peuple, il est élu à son Comité central et à son Secrétariat central. À ce titre, il contribue aux travaux préliminaires de la Déclaration de Damas pour le Changement national démocratique, plateforme réunissant les partis et les personnalités d'opposition favorables à une ouverture contrôlée, progressive et pacifique de la vie politique en Syrie ». Le Parti du peuple démocratique syrien est interdit par les autorités.
Lors du déclenchement de la guerre civile syrienne en mars 2011, il est l'un des meneurs du mouvement dans sa ville de Qatana, ce qui lui vaut d'être emprisonné du 10 avril au 10 mai puis du 20 juillet au 20 septembre,, accusé selon le président du Centre syrien de défense des détenus d'avoir « porté atteinte au moral de l'Etat, de vouloir créer un émirat islamiste (à Qatana) et d'avoir incité les gens à manifester » contre le régime du président Bachar el-Assad. Il est libéré en septembre 2011 et entre de nouveau dans la clandestinité, puis quitte la Syrie avec l'aide de la famille de l'opposant Riad Seif et de la France, notamment du diplomate Éric Chevallier,. Il s'installe à Paris en décembre avec l'objectif d'unifier l'opposition : il se porte d'ailleurs candidat à la présidence du Conseil national syrien dirigé alors par Burhan Ghalioun, mais le Kurde Abdel Basset Sayda lui est préféré,,. Il devient au cours de l'année 2012 porte-parole du mouvement.

### Présidence du Conseil national syrien
Après un renouvellement du Conseil national syrien lors d'une réunion à Doha, il intègre le bureau exécutif de l'organisation, puis est élu à la présidence le 9 novembre 2012 par le secrétariat général (28 voix sur 41 face à Hishram Mroue) pour un mandat de six mois, succédant à Abdel Basset Sayda,,. Il déclare alors : « Nous avons une seule demande, c'est de faire arrêter le bain de sang et d'aider le peuple syrien à chasser ce régime sanguinaire en nous armant. [...] Nous voulons des armes ». C'est ainsi sous sa présidence que le CNS finalise le 11 novembre son adhésion à la Coalition nationale des forces de l'opposition et de la révolution, dont il devient l'un des quatre vice-présidents.
Il déclare notamment qu'il ne voit « aucune raison qui pousse les chrétiens syriens à craindre l'après-Assad » et que les États-Unis « égarent » le peuple syrien en ajoutant le groupe djihadiste al-Nosra, actif dans la lutte contre les forces du régime, sur leur liste des organisations terroristes.

### Au sein de la CNFOR
Il devient l'un des vice-présidents de la Coalition nationale des forces de l'opposition et de la révolution (CNFOR). En janvier 2013, il intègre un comité restreint créé par l'organisation, chargé de consulter les forces de la révolution, l’opposition, l’Armée syrienne libre et les pays frères et amis sur la composition d'un futur gouvernement provisoire, et dont les membres sont exclus par avance de ce gouvernement.
Le 22 avril 2013, à la suite de la démission de Mouaz al-Khatib, il devient président par intérim de la CNFOR. Ahmad Assi Jarba lui succède a ce poste lors de son élection le 6 juillet 2013.
Le 25 avril 2018, Georges Sabra démissionne de la CNFOR.